# 마노아

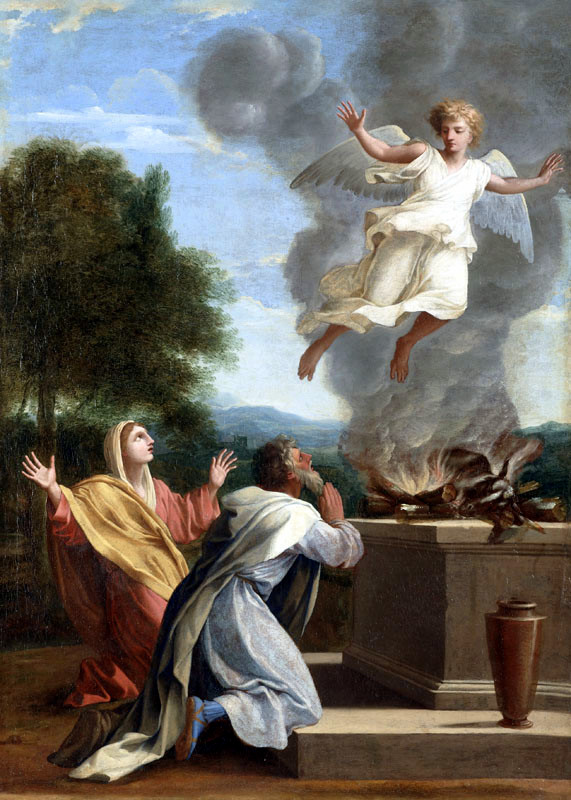
마노아와 그의 임신하지 못하는 아내는 여호와의 천사에게 숫양을 제물로 바친다(위).

마노아(Manoah, 히브리어: мָנ֫וֹחַ Mānoaḥ)는 히브리어 성경 사사기 13장 1~23절과 14장 2~4절에 나오는 인물이다. 그의 이름은 "휴식"을 의미한다. 그는 사사 삼손의 아버지이다.

## 가문
성경에 따르면 마노아는 단 지파에 속했으며 소라라는 도시에 살았다. 그는 불임의 한 여자와 결혼했다. 그녀의 이름은 성경에 언급되어 있지 않지만, 전통에 따르면 그녀는 하젤렐포니(Hazzelelponi) 또는 젤렐포니스(Zelelponith)라고 불렸다. 그녀는 에탐의 딸이자 이스마의 누이였다.
마노아와 그의 아내는 유명한 사사 삼손의 부모였다. 랍비 전통에 따르면 그들에게는 니샨 또는 나샨이라는 딸도 있었다.